# چر لانقوش
چر لانقوش، روستایی از توابع بخش زنجانرود شهرستان زنجان در استان زنجان ایران است.

## جمعیت
این روستا در دهستان غنی‌بیگلو قرار دارد و براساس سرشماری مرکز آمار ایران در سال ۱۳۸۵، جمعیت آن ۲۰۰ نفر (۴۴خانوار) بوده‌است.نام خانوادگی اکثر اهالی این روستا صادقی میباشد.طایفه حیدرعلی یکی از بزرگترین و اصلی‌ترین طایفه‌های این‌روستا میباشد.
محصولاتی همچون انگور نخود و گندم و لبنیات از تولیدات اهالی روستا میباشد.
کسی که میای ویرایش میکنی لطفا خلاقیت داشته باش و اسکی نرو
با تشکر.